# E-40
E-40 (справжнє ім'я Ерл Стівенс; нар. 15 листопада 1967) — американський репер, підприємець, інвестор, засновник лейблу Sick Wid It Records, учасник нині розпущеного гурту The Click. Виконавець випустив більше десятка альбомів, з'явився на численних саундтреках до фільмів та на платівках інших виконавців як гість.

## Музична кар'єра

### 1990—1999рр.
Після талант-шоу в Ґремблінзькому державному університеті репер та його двоюрідний брат B-Legit вирішили зайнятися музичною кар'єрою. Згодом гурт переїхав назад до Вальєхо, де вони об'єдналися з D-Shot, братом E-40, щоб сформувати групу MVP (Most Valuable Players). Дядько E-40, Сейнт Чарльз, який співав ґоспел, допоміг їм з випуском платівки. Пізніше до гурту увійшла Suga-T, сестра E-40, і колектив змінив назву на The Click. Дебют E-40 відбувся в 1990 р. на міні-альбомі Let's Side своєї групи. Співпродюсери релізу: Майк Мослі та Ел Ітон. Міні-альбом вийшов на Sick Wid It Records, незалежному лейблі, засновником якого став E-40. У 1992 р. гурт видав дебютну платівку Down and Dirty, а в 1993 р. з'явився дебютний сольний альбом E-40. Federal, 9-трекову платівку/14-трековий CD спродюсував Studio Ton і видали лейбли Sick Wid' It Records та реґіональний дистрибутор SMG (Solar Music Group).
Подібно до репу району Затоки, E-40 отримав реґіональне, а згодом й національне визнання через своє химерне флоу та свій підприємницький дух, втілений його власним лейблом Sick Wid' It Records, який багато зробив для розвитку реп-сцени сходу району затоки Сан-Франциско, в таких населених пунктах як Окленд і Вальєхо. Разом з Too Short, Spice 1 та Ентом Бенксом, E-40 став одним з перших реперів Західного узбережжя, хто підписав контракт з мейджор-лейблом, уклавши угоду з Jive Records у 1994 р., після кількох років кар'єри незалежного артиста. Альбом In a Major Way гарно сприйняли слухачі, він містив пісні за участі Тупака, Mac Mall та Droop-E, сина E-40.
Хоча репер мав велику фанбазу на Західному узбережжі, E-40 не був дуже популярним серед широкого загалу, тому лише дві композиції з платівки, 1-Luv та Things'll Never Change, потрапили до чарту Billboard Hot 100.

### 2000—2010 рр.
У 2003 р. E-40 почав вести E-Feezy Radio, щотижневу передачу на санфранцизькій хіп-хоп радіостанції KMEL, в якій висвітлювався хіп-хоп району Затоки. KMEL регулярно транслювала програму до 2008 р. Після закінчення контракту з Jive Records він підписав його з Warner Bros. Records та BME Recordings, лейблом Ліл Джона. Сингл Tell Me When to Go, записаний за участі оклендського репера Keak Da Sneak, став популярним у США, через це E-40 з'явився на каналах MTV (Direct Effect) та BET (106 & Park). 14 березня 2006 р. його альбом My Ghetto Report Card дебютував на 1-му місці чарту Top R&B/Hip-Hop Albums та 3-ій сходинці чарту Billboard Hot 100.
30 березня 2010 р. E-40 видав два студійних альбоми Revenue Retrievin': Day Shift та Revenue Retrievin': Night Shift в один день. 29 березня 2011 р. він випустив таким же чином два альбоми Revenue Retrievin': Overtime Shift та Revenue Retrievin': Graveyard Shift.

### 2011-понині
У грудні 2011 р. E-40 знявся у відеокліпі Дрейка The Motto.
26 березня 2012 р. E-40 видав 3 студійні платівки The Block Brochure: Welcome to the Soil 1, The Block Brochure: Welcome to the Soil 2 та The Block Brochure: Welcome to the Soil 3 в один день. Виконавець також планує випустити спільний альбом, записаний з репером Too Short.

## Підприємництво та інвестування
E-40 вклав гроші в акції Microsoft та Apple. Разом з колишнім гравцем НФЛ Честером Макґлоктоном виконавець відкрив ресторан Fatburger у Плезант Гіллі, штат Каліфорнія, який наразі закрито. У 2003 р. репер написав книгу Книга сленгу від E-40, том 1 (англ. E-40's Book of Slang, Volume 1), яка з'явилася влітку того ж року в журналі Murder Dog. Він також став представником Landy Cognac та відкрив наразі неіснуючий Ambassador's Lounge, нічний клуб у центрі Сан-Хосе, штат Каліфорнія. 16 листопада 2007 р. стало відомо, що Стівенс підписав угоду про виняткову знижку з мережею ресторанів Wingstop Restaurants, Inc. і відкрив один такий заклад у Саутгемптонському торговому центрі, який розташований у Беніції, штат Каліфорнія. Наприкінці 2007 р. E-40 заявив про нову лінію енергетичних напоїв 40 Water.
На початку листопада 2013 анонсував випуск білого й червоного вина Earl Stevens Selections.

## Дискографія
Студійні альбоми
- Federal (1993)
- In a Major Way (1995)
- Tha Hall of Game (1996)
- The Element of Surprise (1998)
- Charlie Hustle: The Blueprint of a Self-Made Millionaire (1999)
- Loyalty and Betrayal (2000)
- Grit & Grind (2002)
- Breakin News (2003)
- My Ghetto Report Card (2006)
- The Ball Street Journal (2008)
- Revenue Retrievin': Day Shift (2010)
- Revenue Retrievin': Night Shift (2010)
- Revenue Retrievin': Overtime Shift (2011)
- Revenue Retrievin': Graveyard Shift (2011)
- The Block Brochure: Welcome to the Soil 1 (2012)
- The Block Brochure: Welcome to the Soil 2 (2012)
- The Block Brochure: Welcome to the Soil 3 (2012)
- The Block Brochure: Welcome to the Soil 4 (2013)
- The Block Brochure: Welcome to the Soil 5 (2013)
- The Block Brochure: Welcome to the Soil 6 (2013)
- Sharp on All 4 Corners: Corner 1 (2014)
- Sharp on All 4 Corners: Corner 2 (2014)

Міні-альбоми
- Mr. Flamboyant (1991)
- The Mail Man (1993)

Спільні альбоми
- History: Function Music (разом з Too Short) (2012)
- History: Mob Music (разом з Too Short) (2012)

## Фільмографія
- «The Breaks» (1999)
- «3 Strikes» (2000)
- «Obstacles» (2000)
- «Malibooty» (2003)
- «Hair Show» (2004)
- «Survival of the Illest» (2004)
- «Dead Heist» (2007)